# Contrato de Compra e Venda
Compra e Venda (em latim Emptio venditio) é um contrato consensual, bilateral, oneroso e típico em virtude do qual uma das partes se obriga a dar algo em favor da outra em troca de um preço em dinheiro.
A primeira das partes é chamado de vendedor, enquanto o comprador é toda pessoa que adquire um bem ou serviço mediante pagamento. o profissional que  negocia e realiza compras de bens e serviços,  organizando, quando necessário, processos licitatórios entre  fornecedores a fim de  atender às necessidades da organização em que atua.
Para comprovar que o vendedor se obriga a vender o bem a uma pessoa determinada, eles podem celebrar antes um contrato de promessa de compra e venda, que será finalizado quando efetivarem a compra e venda.
Algumas das informações que não podem faltar no documento é a qualificação das partes envolvidas, descrição do bem que será vendido, valor que será pago pelo mesmo e momento em que será transmitido a posse do bem,